# Nadja Tiller
Nadja Tiller, all'anagrafe Nadja Maria Tiller, talvolta indicata come Nadia Tiller (Vienna, 16 marzo 1929 – Amburgo, 21 febbraio 2023), è stata un'attrice austriaca.

## Biografia
Figlia d'arte, essendo i genitori gli attori Anton Tiller, viennese, ed Erika Tiller (1902-1979) di Danzica, che era anche cantante lirica.
Molto conosciuta in Italia, dove ha interpretato diversi film di genere particolarmente fra gli anni sessanta e gli anni settanta, ha lavorato anche in film d'autore, come nel caso di Anima nera (1962), in cui fu diretta da Roberto Rossellini, o Il papavero è anche un fiore (1966), di Terence Young.
Nota per la sua avvenenza (è stata due volte Miss Austria, nel 1949 e nel 1951), nella seconda parte della sua carriera - ovvero dagli anni ottanta - ha indirizzato la sua attività principalmente verso la recitazione in televisione, segnatamente in miniserie televisive trasmesse dalle reti di Austria e Germania. È apparsa tra l'altro in due film per la televisione tedeschi tratti dai romanzi di Rosamunde Pilcher.

## Vita privata
È stata sposata dal 1956 con l'attore tedesco Walter Giller, da cui ha avuto un figlio e una figlia e con il quale ha recitato a lungo. I due hanno vissuto a Lugano e ad Amburgo fino alla morte di lui, nel 2011.
Muore ad Amburgo il 21 febbraio 2023 all'età di 93 anni.

## Filmografia parziale

### Cinema

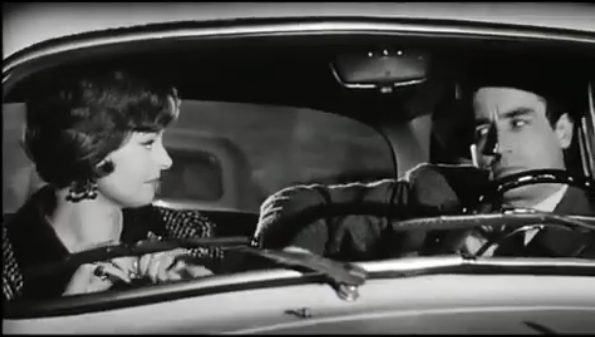
Nadja Tiller con Vittorio Gassman nel film Anima nera (1962)

Nadja Tiller nel film La morte bussa due volte (1969)

- La ragazza del Danubio, regia di Georg Jacoby (1950)
- Divorzio d'amore, regia di Eduard von Borsody (1952)
- Lei (Sie), regia di Rolf Thiele (1954)
- La ragazza Rosemarie (Das Mädchen Rosemarie), regia di Rolf Thiele (1958)
- Il ruvido e il liscio (The Rough and the Smooth), regia di Robert Siodmak (1959)
- Neurose (Labyrinth der Leidenschaften), regia di Rolf Thiele (1959)
- Il mondo nella mia tasca (An einem freitag um halb zwölf), regia di Alvin Rakoff (1961)
- L'ambasciatrice (Die Botschafterin), regia di Harald Braun (1960)
- Anima nera, regia di Roberto Rossellini (1962)
- Lulu, regia di Rolf Thiele (1962)
- L'avaro, episodio di L'amore difficile, regia di Luciano Lucignani (1963)
- Tonio Kröger, regia di Rolf Thiele (1964)
- L'estate, regia di Paolo Spinola (1966)
- Il papavero è anche un fiore (Poppies Are Also Flowers), regia di Terence Young (1966)
- Come imparai ad amare le donne, regia di Luciano Salce (1966)
- Le calde notti di Lady Hamilton, regia di Christian-Jaque (1967)
- La morte bussa due volte (Blonde Köder für den Mörder), regia di Harald Philipp (1969)
- La casa aperta agli ospiti (Les lionnes), regia di Henry Zaphiratos (1970)
- L'etrusco uccide ancora, regia di Armando Crispino (1972)
- Il baco da seta, regia di Mario Sequi (1974)
- Baby Sitter - Un maledetto pasticcio (La baby sitter), regia di René Clément (1975)
- Der Sommer des Samurai, regia di Hans-Christoph Blumenberg (1986)
- Pakten, regia di Leidulv Risan (1995)
- Barfuss, regia di Til Schweiger (2005)
- Dinosaurier, regia di Leander Haußmann (2009)

### Televisione
- La nave dei sogni – serie TV (1983-1996)
- La clinica della Foresta Nera – serie TV (1985-1989)
- A cavallo della fortuna – serie TV (1994)
- Liane – film TV (1996)
- L'isola del ritorno – film TV (2000)
- Un sogno sotto l'albero – film TV (2005)

## Doppiatrici italiane
- Rosetta Calavetta in La ragazza Rosemarie, Il mondo nella mia tasca, Un avventuriero a Tahiti, Le calde notti di Lady Hamilton
- Rita Savagnone in Anima nera, L'estate
- Valeria Valeri in Come imparai ad amare le donne, Il baco da seta
- Benita Martini in L'amore difficile